# Boloria angustipennis
Boloria angustipennis är en fjärilsart som beskrevs av Fuchs 1899. Boloria angustipennis ingår i släktet Boloria och familjen praktfjärilar. Inga underarter finns listade i Catalogue of Life.